# Phil Anselmo
Phil Anselmo, właśc. Philip Hansen Anselmo (ur. 30 czerwca 1968 w Nowym Orleanie) – amerykański muzyk, kompozytor i wokalista metalowy.
Sławę zdobył występując w zespole Pantera w latach 1986–2003, 2022 - nadal. Aktualnie śpiewa w zespołach Down oraz Scour. Występował też w zespołach Viking Crown, Superjoint Ritual, Christ Inversion, Enoch, Necrophagia oraz ze swoją żoną w zespole Southern Isolation.
W 2006 roku piosenkarz został sklasyfikowany na 37. miejscu listy 100 najlepszych wokalistów wszech czasów według Hit Parader. Z kolei w 2009 roku został sklasyfikowany na 21. miejscu listy 50 najlepszych heavymetalowych frontmanów wszech czasów według Roadrunner Records.

## Życiorys
Urodzony i wychowany w Nowym Orleanie, Philip Hansen Anselmo znany jest przede wszystkim jako wokalista, tekściarz i kompozytor amerykańskiego zespołu Pantera. Niewiele wiadomo na temat wczesnego okresu jego życia, poza sporadycznymi wzmiankami w wywiadach oraz piosenkami takimi jak 25 Years czy Becoming, odzwierciedlającymi w pewien sposób tamte lata. Wychowywał go ojciec alkoholik, właściciel kilku okolicznych barów. W wielu wywiadach Philip przyznaje, że w dzieciństwie często przyjmował rolę lidera i wielu rówieśników traktowało go z szacunkiem. Wyznaje także, że był bardzo cichym i samotnym dzieckiem. W wieku 15 lat spowodował pożar w domu, aby nastraszyć siostrę, doprowadzając tym samym do ogromnych zniszczeń.
Od początku do połowy lat 80. XX wieku działał na nowoorleańskiej scenie heavymetalowej, występując głównie z zespołem Razor White, dopóki nie został przyjęty w szeregi Pantery w 1987 roku, gdzie zastąpił wokalistę Terry’ego Glaze’a. Z Panterą nagrał sześć albumów studyjnych, jeden koncertowy i kompilację największych przebojów grupy. W roku 2003 ogłosił rok przerwy w swojej działalności w zespole w celu rehabilitacji po operacji kręgosłupa, lecz nigdy nie powrócił już do Pantery. Kapela rozpadła się po tragicznej śmierci gitarzysty Dimebaga Darrella w grudniu 2004 roku. Zdruzgotany śmiercią kolegi Phil rozważał możliwość całkowitego wycofania się z działalności muzycznej. Jednak po ponad półrocznej przerwie wystąpił gościnnie z zespołem Eyehategod jako gitarzysta. Wznowił także działalność kapeli Down, którą stworzył podczas swojej kariery w Panterze. W grudniu 2005 roku przeszedł kolejną, tym razem udaną operację kręgosłupa. Oprócz gościnnych występów m.in. z zespołem Alice in Chains, zaczął regularnie koncertować w szeregach Down. Ostatnio został także członkiem nowo powstałego zespołu Arson Anthem, w którym pełni funkcję gitarzysty.
W zespołach blackmetalowych występuje pod pseudonimem Anton Crowley. Pseudonim ten powstał z połączenia imion i nazwisk – Antona LaVeya i Aleistera Crowleya.

## Dyskografia

### Philip Anselmo & The Illegals
Albumy
| Rok  | Tytuł                                                                              | Pozycja na liście | Pozycja na liście | Pozycja na liście | Sprzedaż       |
| Rok  | Tytuł                                                                              | USA               | UK                | FIN               | Sprzedaż       |
| ---- | ---------------------------------------------------------------------------------- | ----------------- | ----------------- | ----------------- | -------------- |
| 2013 | Walk Through Exits Only - Data: 16 lipca 2013 - Wydawca: Housecore, Season of Mist | 35                | 116               | 28                | - USA: 8 tys.+ |

Minialbumy
| Rok  | Tytuł |
| ---- | --- |
| 2013 | Scion A/V Presents: Housecore Horror Film Festival 2013 EP - Data: 24 października 2012 - Wydawca: Housecore Records |

Splity
| Rok  | Tytuł                                                                      | Uwagi              |
| ---- | -------------------------------------------------------------------------- | ------------------ |
| 2013 | War of the Gargantuas - Data: 8 stycznia 2013 - Wydawca: Housecore Records | - split z Warbeast |

### Inne
| Album                                                   | Rok  | Uwagi                                          | Źródło |
| ------------------------------------------------------- | ---- | ---------------------------------------------- | ------ |
| Halford – Light Comes Out of Black                      | 1992 | gościnnie śpiew                                | [ 10 ] |
| Crowbar – Crowbar                                       | 1993 | gościnnie śpiew, produkcja muzyczna            | [ 11 ] |
| Christ Inversion – Obey The Will Of Hell                | 1994 | gitara, śpiew                                  | [ 12 ] |
| Christ Inversion – 13th Century Luciferian Rites        | 1995 | gitara, śpiew                                  | [ 13 ] |
| Crowbar – Broken Glass                                  | 1996 | gościnnie śpiew, produkcja muzyczna            | [ 14 ] |
| Necrophagia – Holocausto de la Morte                    | 1998 | gitara                                         | [ 15 ] |
| Anthrax – Volume 8: The Threat Is Real                  | 1998 | gościnnie śpiew                                | [ 16 ] |
| Vision Of Disorder – Imprint                            | 1998 | gościnnie śpiew                                | [ 17 ] |
| Soilent Green – Sewn Mouth Secrets                      | 1998 | gościnnie śpiew                                | [ 18 ] |
| Viking Crown – Unorthodox Steps Of Ritual               | 1999 | śpiew, wszystkie instrumenty                   | [ 19 ] |
| Necrophagia – Necrophagia: Through The Eyes Of The Dead | 1999 | gitara                                         | [ 20 ] |
| Necrophagia – Black Blood Vomitorium                    | 2000 | gitara                                         | [ 21 ] |
| Viking Crown – Innocence From Hell                      | 2000 | gitara, gitara basowa, perkusja                | [ 22 ] |
| Iommi – Iommi                                           | 2000 | gościnnie śpiew                                | [ 23 ] |
| Necrophagia – Cannibal Holocaust                        | 2001 | gitara                                         | [ 24 ] |
| Southern Isolation – Southern Isolation (EP)            | 2001 | gitara, śpiew                                  | [ 25 ] |
| Biohazard – Uncivilization                              | 2001 | gościnnie śpiew                                | [ 26 ] |
| Satyricon – Roadkill Extravaganza – A True Roadmovie    | 2001 | gościnnie śpiew                                | [ 27 ] |
| Viking Crown – Banished Rhythmic Hate                   | 2001 | gitara, gitara basowa, perkusja                | [ 28 ] |
| Jarboe – Mahakali                                       | 2008 | gościnnie śpiew                                | [ 29 ] |
| Arson Anthem – Arson Anthem                             | 2008 | gitara, produkcja muzyczna                     | [ 30 ] |
| Warbeast – Krush the Enemy                              | 2010 | gościnnie efekty specjalne, produkcja muzyczna | [ 31 ] |
| Arson Anthem – Insecurity Notoriety                     | 2010 | gitara, produkcja muzyczna                     | [ 32 ] |
| Metal Allegiance – Metal Allegiance                     | 2015 | gościnnie śpiew                                | [ 33 ] |

## Filmografia
- Get Thrashed (2006, film dokumentalny, reżyseria: Rick Ernst)[34]